# Falcucci
Falcucci fu una famiglia patrizia di Firenze, un cui ramo visse a capo Corso, dal Quattrocento all'Ottocento.

## Storia familiare
I Falcucci, in principio Falcutii, sembrano aver origine dal Mugello.
Rodolfo, generale dell'Ordine Camaldolese, fondò la prima comunità femminile camaldolese nel 1086 a San Pietro a Luco di Mugello. Morì nel 1106 e ottenne l’onore degli altari.
La famiglia s'inurbò a Firenze sul finire del XII secolo. I discendenti cercarono la fortuna nei territori soggetti alla città e fuori dei confini dello Stato fiorentino. Nel XIII furono attivi nell'arte dei beccai; nel XIV e nel XV nella medicina, nella mercatura e nella banca.
Ottennero in Firenze sette volte il priorato fra 1343 e 1381.
- Niccolò esercitò la medicina nella seconda metà del XIV secolo e lasciò opere destinate a grande circolazione e fortuna.

La sua fama fu legata a un'opera, i Sermones medicinales che, per vari decenni, fu riferimento per gli studenti di medicina, una summa della scienza medica dell'epoca.
Matteo Palmieri  lo ricorda nel suo Liber de temporibus, come medico "eximii nominis" e "doctissimus", mentre  Cristoforo Landino, nel proemio al suo commento su Dante, lo pone accanto a Paolo dal Pozzo Toscanelli  e a  Leon Battista Alberti  fra coloro che maggiormente resero illustre la città.
Svolse incarichi politico-amministrativi e fu console dell'arte dei medici e degli speziali.
Morì nel 1391, come riporta l'iscrizione seicentesca posta sulla tomba situata nella cattedrale di Santa Maria del Fiore a Firenze, in cui è ricordato come "phiilosophiae ac medicinae lector".
- Paliano di Falco ebbe una compagnia mercantile e bancaria a Perugia. L'attività e la continuità in Perugia del fondaco di Paliano è comprovata anche dai servizi, finanziari e di trasmissione di lettere per Firenze, forniti dal 1404 al 1407 a Rinaldo degli Albizzi, allora podestà di Città di Castello.

- Bartolomeo di Paliano è attestato come banchiere a Siena nel 1425.

Nel tempo la famiglia si divise in più rami: del Mugello, di Santa Reparata, da Paliano, dalla Collina, di Gangalandi.
Da Niccolò sembra discendere il ramo dei Falcucci di Santa Reparata, così denominati dal luogo di sepoltura, che, nella seconda metà del Quattrocento si trasferì in Corsica, nella casaforte di Magna Soprana, vicino a Rogliano, all'estremo Nord dell’isola, mantenendo costanti relazioni con Firenze e la Toscana.
Delle undici generazioni in Corsica si sa che i figli studiarono all'Università di Pisa, che l'attenzione veniva data alle arti liberali, che i matrimoni furono con famiglie corse o d’origine toscana, che vissero con le risorse della proprietà terriera e con incarichi civili e ecclesiastici. Con la perdita dell’Annale della famiglia nella prima guerra mondiale, dei discendenti Francesco, Niccolò, Aloisio, Domenico, sono ora dimenticati le persone e l'ordine dei nomi nel tempo.
L’ultima generazione fu quella dei fratelli Eugenio, Francesco Domenico e Giovan Michele figli di Luigi e Margherita Tommasi vissuti nel periodo risorgimentale.
- Eugenio (Magna Soprana di Rogliano, 1833 – Livorno,1881), fu avvocato con interessi civili e storici. Di lui restano alcuni scritti. In Alcuni pensieri sulla pena di morte[5], partendo dalle uguali premesse del contratto sociale del Rousseau, sosteneva il diritto della società alla autodifesa con pene afflittive proporzionali ai delitti commessi e, se certi e efferati, anche di morte. Pubblicato nel Gran Ducato di Toscana, che primo Stato che aveva abolito la pena di morte, contraddiceva la tesi di Cesare Beccaria nel trattato Dei delitti e delle pene e aveva aperto un clima di tensione fra gli intellettuali del tempo. Di Eugenio restano anche Rimembranze[6], Il Mar Morto e la Pentapoli del Giordano[7] e altri scritti.

- Francesco Domenico Falcucci (Magna Soprana di Rogliano, 1835 – Laerru, 1902) fu avvocato, filologo e poeta. Partecipò alla seconda guerra d'indipendenza italiana. Fu amico di Niccolò Tommaseo che, alla sua morte, commemorò con lo scritto Tommaseo. Ricordo (Livorno 1874)[8][9]. Nel 1875 tornò nella natia Rogliano, dove i suoi interessi linguistici assunsero rigore e il lavoro di raccolta dei materiali dal vivo prese consistenza.

Divenuto cieco, passò l'ultimo anno di vita a Laerru in Sardegna, dove lavorava con l'aiuto della figlia di Eugenio, Anna Falcucci De Lorenzo.
In vita, non diede alle stampe quasi nulla. Molte sue opere andarono perdute in un naufragio tra Macinaggio e Livorno. L'opera maggiore, il  Vocabolario dei dialetti, geografia e costumi della Corsica, fu pubblicata postuma. L'importanza che fu riconosciuta all'opera consiste soprattutto nella novità. Il Vocabolario è di più di un vocabolario, dando non solo parole, ma definizioni ed esempi, con circa 12.000 vocaboli registrati.
Come Francesco Domenico espone nell'Introduzione, le fonti scritte non offrirono molto, onde molto del materiale venne dalla lingua parlata, il che arricchisce l'opera col calore del documento vivente.
Di quel che resta, una completa bibliografia delle opere e degli articoli è pubblicata in Mediterranea, IV (1930), pp. 152-160. Un ritratto del cugino Adolfo Tommasi ne ricorda le belle sembianze.
Dopo la morte di Francesco Domenico, la nipote Anna ne descrisse la vita e le opere nel Ricordo biografico e ne diede il nome al primogenito Francesco Domenico De Lorenzo Falcucci. I circa duemila volumi della biblioteca della famiglia, molti annotati, furono donati alla Biblioteca Labronica di Livorno, insieme con molte carte, mentre le lettere risultavano disperse.
Una Breve storia della famiglia Falcucci con albero genealogico è nelle Carte personali e di famiglia di Anna Paola Tommasi Falcucci.

## Stemma
D'oro, a cinque fasce ondate d'azzurro.